# Бурго-де-Осма-Сьюдад-де-Осма
Бурго-де-Осма-Сьюдад-де-Осма (ісп. Burgo de Osma-Ciudad de Osma) — муніципалітет в Іспанії, у складі автономної спільноти Кастилія-і-Леон, у провінції Сорія. Населення — 5287 осіб (2010).

## Географія
Муніципалітет розташований на відстані близько 140 км на північ від Мадрида, 55 км на захід від Сорії.
На території муніципалітету розташовані такі населені пункти: (дані про населення за 2010 рік)
- Алькубілья-дель-Маркес: 44 особи
- Барсебаль: 12 осіб
- Барсебалехо: 42 особи
- Берсоса: 92 особи
- Ель-Бурго-де-Осма: 3713 осіб
- Лодарес-де-Осма: 21 особа
- Ла-Ольмеда: 19 осіб
- Осма: 1135 осіб
- Ла-Раса: 58 осіб
- Сантіусте: 13 осіб
- Торральба-дель-Бурго: 17 осіб
- Вальделуб'єль: 38 осіб
- Вальденаррос: 17 осіб
- Вільде: 65 осіб
- Навапалос: 1 особа

## Демографія
Динаміка населення (INE ):

## Релігія
- Центр Осмо-Сорійської діоцезії Католицької церкви.

## Галерея

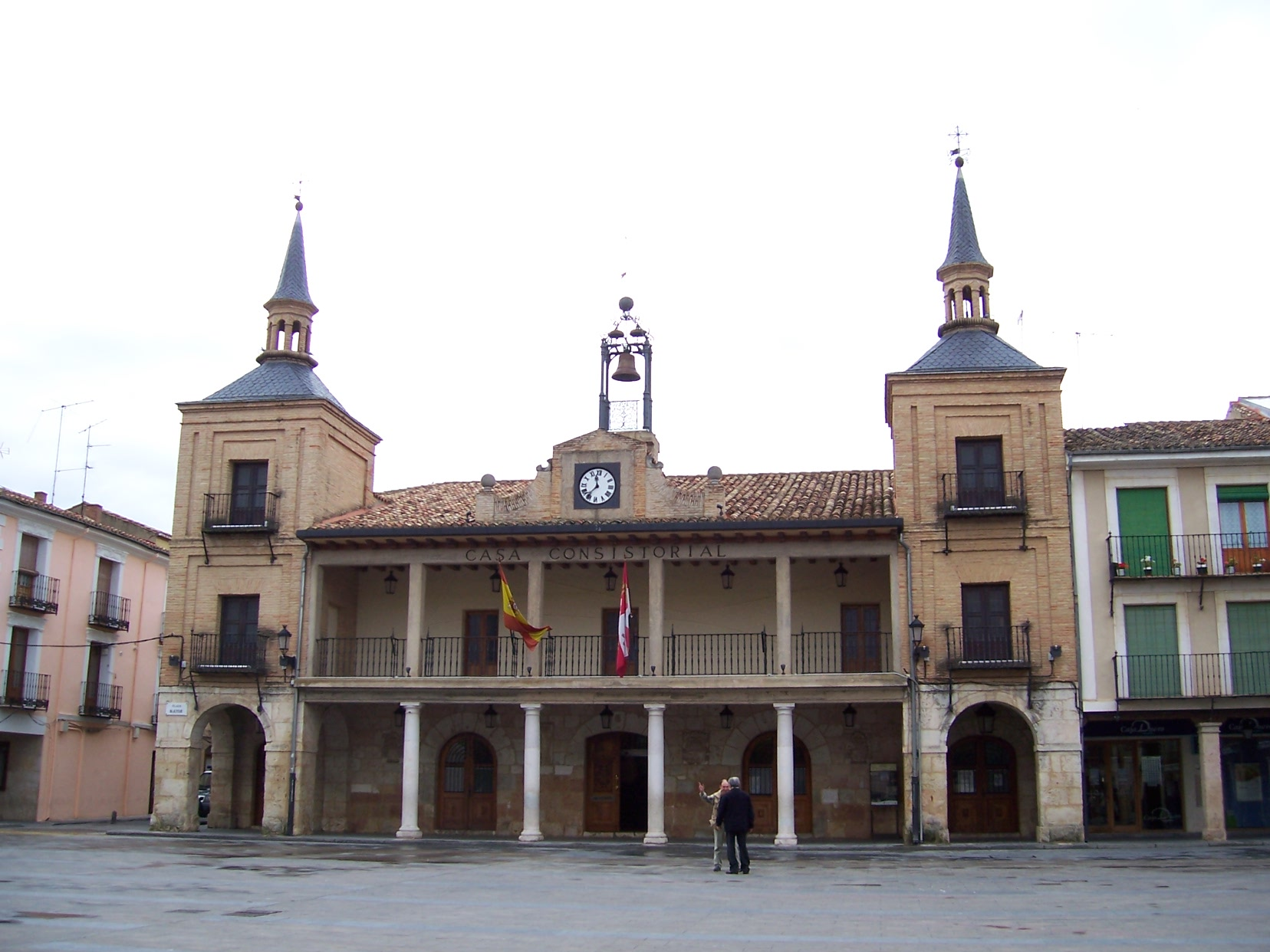
Муніципальна рада
Розташування муніципалітету
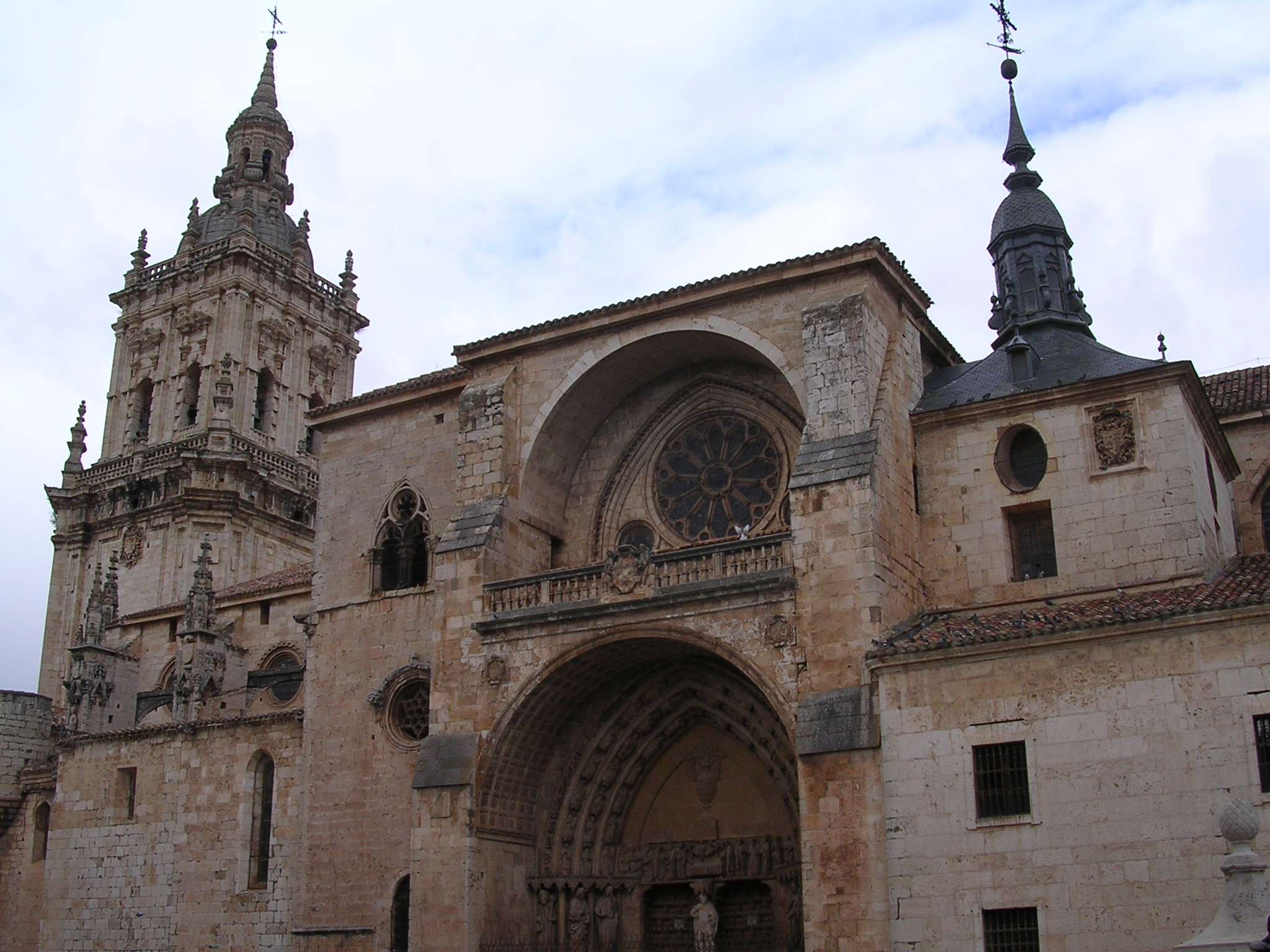
Собор Санта-Марія-де-ла-Асунсьйон